# Neoctenus comosus
Neoctenus comosus är en spindelart som beskrevs av Simon 1897. Neoctenus comosus ingår i släktet Neoctenus och familjen Trechaleidae. Inga underarter finns listade i Catalogue of Life.